# 周文重
周文重（1945年8月—），籍贯江苏镇江，生于重庆，中华人民共和国外交家，大学本科学历。第十二届全国政协常委。曾任外交部副部长和驻美国大使。

## 生平
1968年，毕业于北京对外贸易学院。1970年，任北京外交人员服务局科员。1973年，赴英国巴斯大学、伦敦经济学院进修。1975年，进入中华人民共和国外交部工作，先后在外交部翻译室、驻美国大使馆任职。1987年，任驻旧金山总领事馆副总领事。
1990年9月，出任中华人民共和国驻巴巴多斯大使兼驻安提瓜和巴布达大使。1993年，任外交部北美大洋洲司副司长。1994年9月，出任中华人民共和国驻洛杉矶总领事（大使衔）。1995年，任驻美国大使馆公使。1998年7月，出任中华人民共和国驻澳大利亚大使。
2001年，任外交部部长助理。2003年，升任外交部副部长。2005年4月，出任中华人民共和国驻美国大使兼常驻美洲国家组织观察员。2010年3月，自驻美国大使离任。
2008年，当选第十一届全国政协常务委员，代表对外友好界，分入第四十七组。并担任外事委员会专委。
2010年至今，第十二届全国政协常委、第十二届全国政协外事委员会副主任、博鳌亚洲论坛秘书长、中国-美国人民友好协会副会长。
2018年，卸任博鳌亚洲论坛秘书长，改任咨询委员会委员。

## 家庭
已婚，有一女。